# Tai Tau Chau, södra Hongkong
Tai Tau Chau (kinesiska: 大頭洲, 大头洲) är en ö i Hongkong (Kina). Den ligger i den centrala delen av Hongkong.